# Apam
Apam est une ville côtière et la capitale du district de Gomoa Ouest dans la région centrale du Ghana, situé à environ 45 kilomètres à l'est de Cape Coast, la capitale régionale de la région centrale.
Apam est le site de Fort Lijdzaamheid ou Fort de la Patience, un fort hollandais, qui a été achevé en 1702 et qui surplombe le port de pêche et la ville depuis une péninsule rocheuse située au sud de la ville. C'était un grand port avant l'indépendance du Ghana, mais une fois Tema construit, son exploitation est interdite.
La ville est dirigée par un odikro (chef de la ville). 
La ville exploite notamment le sel issu du Benyah Laggon.